# دنكان داوسن
دنكان داوسن (بالإنجليزية: Duncan Dowson)‏ ‏ (ولد في 31 أغسطس 1928) هو مهندس بريطاني وبروفيسور فخري في جامعة ليدز.
تلقى داوسن تعليمه في مدرسة ليدي لملي Lady Lumley's School، ثم درس الهندسة الميكانيكية في جامعة ليدز حيث حصل على جميع درجاته الجامعية. 
كان داوسن بروفيسور ميكانيكا الموائع وعلم الاحتكاك في قسم الهندسة الميكانيكية في جامعة ليدز. حصل على عضوية في الجمعية الملكية عام 1987 ورتبة الإمبراطورية البريطانية عام 1989.

## الجوائز
حاز على وسام كلفن الذهبي سنة 1998.